# دنی هیتلی
دنی هیتلی (انگلیسی: Dany Heatley؛ زادهٔ ۲۱ ژانویهٔ ۱۹۸۱) بازیکن هاکی روی یخ اهل آلمان است.
از باشگاه‌هایی که در آن بازی کرده‌است می‌توان به آناهایم داکس اشاره کرد.